# 莊鍾濟
莊鍾濟（1856年－1932年），江蘇省常州府陽湖縣人，清朝政治人物、同進士出身。
光緒十二年（1886年），参加光緒丙戌科殿試，登進士三甲7名。同年五月，改翰林院庶吉士。光緒十五年四月，散館，著以主事入部属用。